# 卡拉恰伊-切尔克斯自治州
卡拉恰伊-切尔克斯自治州 (俄语：Карачаево-Черкесская автономная область，羅馬化：Karačaevo-Čerkesskaja avtonomaja oblast）是一个在1922年1月12日创建的苏联自治州，而且也是卡拉恰伊-切尔克斯共和国的前身。  卡拉恰伊-切尔克斯自治州在由卡拉恰伊人和切尔克斯人组成。该自治州于1926年分裂为卡拉恰伊自治州和切尔克斯自治州。 卡拉恰伊人因宣称同德国人合作而被流放到中亚，之后卡拉恰伊自治州于1943年解散。1957年，在卡拉恰伊人返回之后，卡拉恰伊-切尔克斯自治州再次建立。在这段时间里，部分领土与格鲁吉亚苏维埃社会主义共和国合并。1991年，该州成为共和国。